# Monteverde (Olaszország)
Monteverde község (comune) Olaszország Campania régiójában, Avellino megyében.

## Fekvése
A megye délkeleti részén fekszik. Határai: Aquilonia, Lacedonia, Melfi

## Története
A település valószínűleg a normann időkben (11-12. században alakult ki, de a vidéket már az ókorban lakták. A következő századokban nemesi birtok volt. A 19. században nyerte el önállóságát, amikor a Nápolyi Királyságban felszámolták a feudalizmust.

## Népessége
A népesség számának alakulása:

## Főbb látnivalói
- Castello (középkori vár)
- Sant’Antonio-templom
- Santa Maria di Nazareth-katedrális
- Madonna del Rosario-kápolna
- Madonna del Carmine-templom